# Міжштатна автомагістраль H-3
Міжштатна автомагістраль H-3 (Interstate H-3, H-3) — шосе системи в штаті Гаваї, США, розташоване на острові Оаху. Також відома як Швидкісна автострада Джона Е. Бернза (англ. John A. Burns Freeway).